# Quartier Haussonville - Blandan - Donop
Haussonville - Blandan - Donop est un quartier de Nancy.
Il se confond en partie avec le quartier prioritaire Haussonville-Les Nations, qui compte 15 684 habitants en 2018.

## Situation
Le quartier Haussonville - Blandan - Donop est le plus au sud de la ville de Nancy, limitrophe des communes de Villers-lès-Nancy et de Vandœuvre-lès-Nancy.

## Lieux
- Parc Sainte-Marie[2]
- Marché couvert d'Haussonville
- Campus Artem[2]
- Cité judiciaire de Nancy[3]
- Cité scolaire Frédéric-Chopin

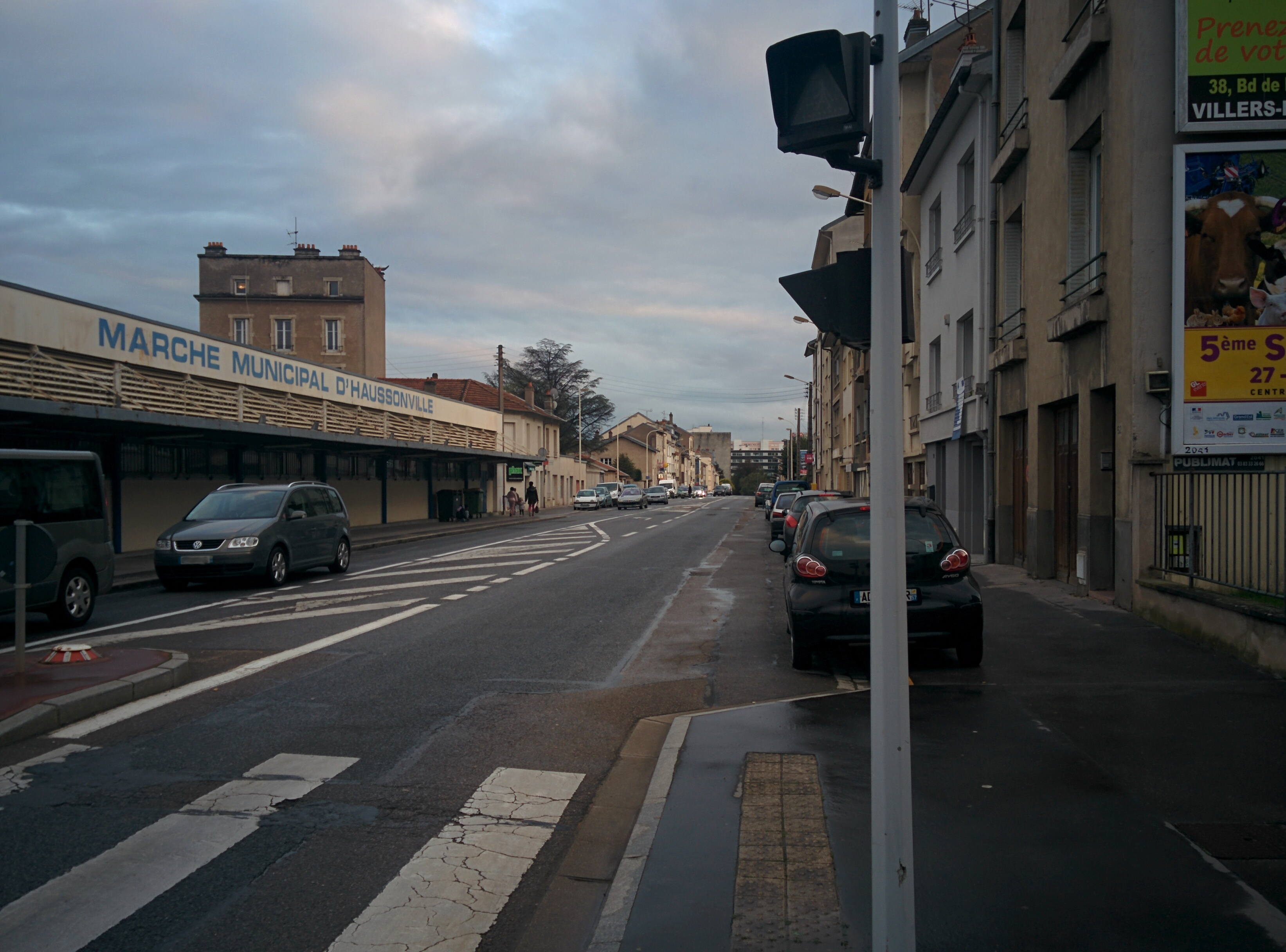
Marché couvert d'Haussonville et boulevard d'Haussonville.

- Piscines de Nancy-Thermal[2]